# Dunbar Parish Church

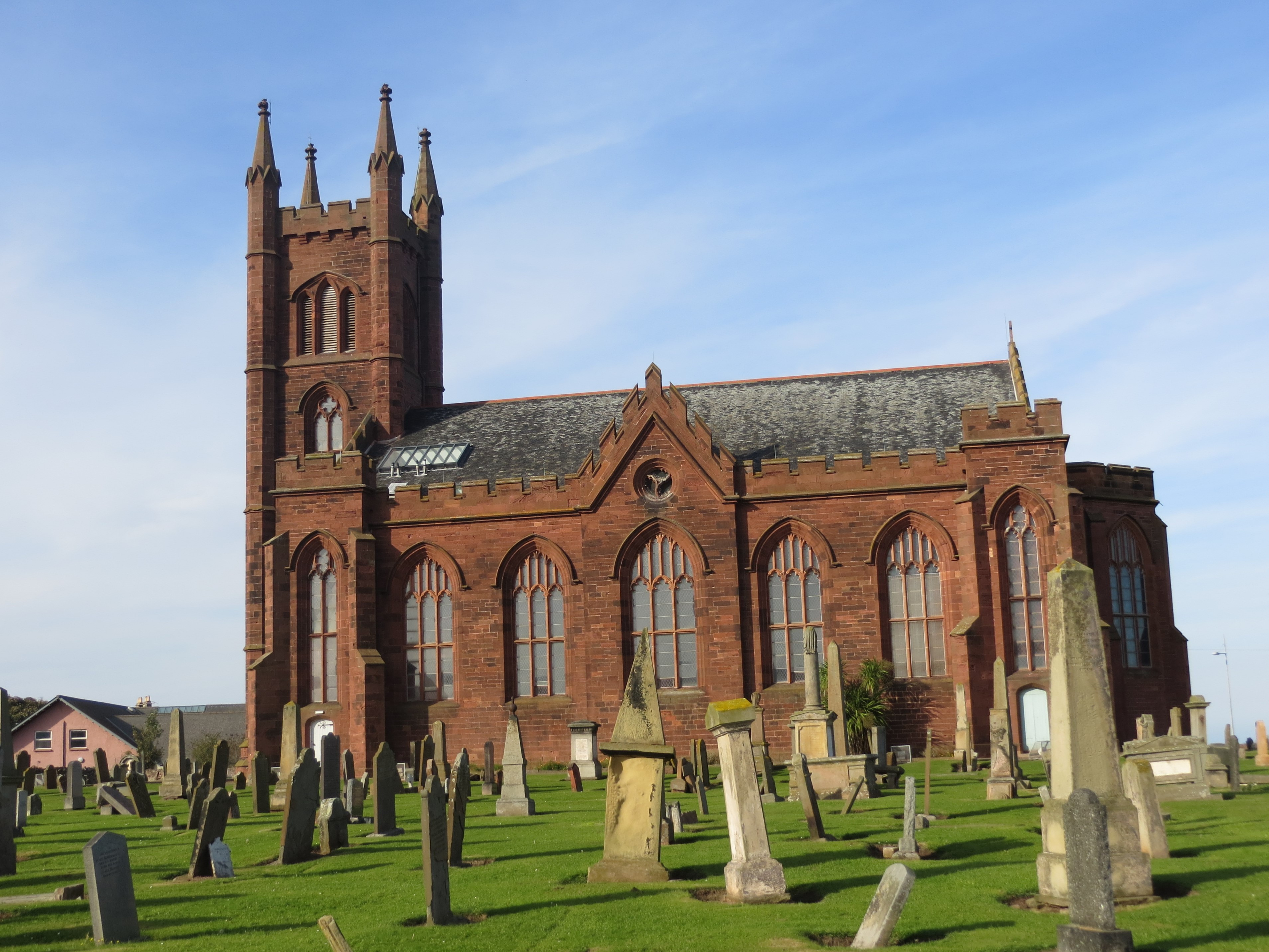
Dunbar Parish Church

Die Dunbar Parish Church ist ein presbyterianisches Kirchengebäude in der schottischen Stadt Dunbar in der Council Area East Lothian. 1971 wurde das Gebäude in die schottischen Denkmallisten in der höchsten Kategorie A aufgenommen.

## Geschichte
Die früheste Erwähnung einer Kirche an diesem Standort stammt aus dem Jahre 1176. Im Jahre 1342 versetzte Patrick V., Earl of Dunbar sie in den Stand einer Stiftskirche. Damit gilt sie als drittälteste Stiftskirche in Schottland und älteste in Lothian. Mit der schottischen Reformation verlor sie diesen Status 1560 wieder. 1793 wurde ein etwa zehn Meter hoher Glockenturm hinzugefügt, bevor das Gebäude 1779 grundlegend überarbeitet wurde. Im Jahre 1818 entschied man sich zu einem Kirchenneubau am selben Standort. Nachdem am 7. März 1819 die letzte Messe gelesen wurde, wurde die mittelalterliche Kirche abgebrochen.
Der Grundstein der heutigen Dunbar Parish Church wurde am 17. April 1819 gelegt. Den Entwurf für den Neubau lieferte der schottische Architekt James Gillespie Graham. Wall & Dickson führten die Arbeiten aus, die mit insgesamt 6000 £ zu Buche schlugen. Am 20. April 1821 wurde das Gebäude eröffnet. Durch eine langjährige Spendensammlung war die Renovierung des Innenraums im Jahre 1897 möglich geworden. Im Jahre 1987 verheerte ein Brand das Gebäude, woraufhin es wiederinstandgesetzt wurde. Die Bleiglasfenster wurden 1990 eingesetzt.

## Beschreibung
Das Kirchengebäude liegt inmitten des umgebenden Friedhofs abseits der Queen’s Road, der Hauptstraße der Stadt. An der westexponierten Frontseite des neogotischen Bauwerks erhebt sich zentral ein vorgelagerter Glockenturm. Hexagonale Türmchen fassen den Turm ein und schließen oberhalb des zinnenbewehrten Flachdaches ab. Umlaufende Kaffgesimse gliedern den Turm horizontal in vier Segmente. Während das Eingangsportal am Fuße mit einem Tudorbogen schließt, handelt es sich bei den darüberliegenden gekuppelten Fenstern um Spitzbogenfenster. Alle Öffnungen sind schlicht verdacht. Paare hoher Maßwerke flankieren den Turm an der Westseite des Langhauses. An der Ostseite tritt eine Apsis halboktogonal hervor. Sie wurde erst im Jahre 1897 hinzugefügt.